# Leptogaster entebbensis
Leptogaster entebbensis är en tvåvingeart som beskrevs av H. Oldroyd 1939. Leptogaster entebbensis ingår i släktet Leptogaster och familjen rovflugor.
Artens utbredningsområde är Uganda. Inga underarter finns listade i Catalogue of Life.